# NGC 5871
NGC 5871 – gwiazda znajdująca się w gwiazdozbiorze Panny. Jej jasność obserwowana wynosi około 15m. Zaobserwował ją Wilhelm Tempel w 1882 roku i skatalogował jako obiekt typu „mgławicowego”.